# Vzor 60
Vzor 60 byla česká hudební skupina, která vznikla v Brně, která hrála v letech 1988–1989. Nejčastěji vystupovali v legendárním brněnském klubu Křenová spolu s punkery ze Zeměžluče a hardcore bandou SRK, ale i na jiných místech na Moravě. Vzor 60 ukončil svou činnost poté, co baskytarista se zpěvákem emigrovali ještě před revolucí do Francie. Bývalí členové se v roce 2007 opět sešli v nahrávacím studiu s cílem nahrát novou desku. Jelikož se představy bývalých emigrantů a zbylých členů znatelně rozcházely, z nahrávání sešlo a zřejmě už se neuskuteční.[zdroj?]
Kennedys hraje mimo jiné v kapele Biblbroxx .

## Diskografie
- 1989 – Násilí plodí násílí/Zběsilej sen (Demo MC)

## Sestava
- Martin Mařák – zpěv
- Barmy – kytara
- Lumír „Modul“ Mazal – baskytara
- Kennedys – bicí